# Mária Markovičová
Mária Markovičová (29. srpna 1908, Radvaň – 10. listopadu 1984, Stupava) byla slovenská herečka.

## Životopis
Studovala na gymnáziu v Banské Bystrici, do roku 1949 úřednice v Tatra-závodech v Banské Bystrici, pak studovala dva roky na Institutu prof. Buserse ve Švýcarsku. V letech 1949–1981 členka činohry Divadla J. G. Tajovského ve Zvolenu. Zúčastnila se SNP jako vedoucí ženské jednotky Červeného kříže, hlasatelka Slobod. slov. vysílače v Banské Bystrici. Ochotnickému divadlu se věnovala již během gymnaziálních studií jako herečka divadla. odboru Ev. spolku a v Městském divadelním sdružení v Banské Bystrici (1939–1949). Její přechod k profesionálnímu divadlu byl plynulý, uplatnila se jako charakterová herečka v hrách klasických i současných, vytvořila desítky postav zejména vesnických žen a matek. Hrála v slovenském filmu i v televizních inscenacích. Debutovala v roce 1955 menší úlohou ve filmu Dřevěná vesnice. Věnovala se i sportu, byla trojnásobnou mistryní Slovenska v tenise, zúčastnila se automobilových závodů Tatra 57, kde obsadila druhé místo.
Je pohřbena v Kremničce.

## Ocenění
- 1964 – Zasloužilá umělkyně
- 1976 – Cena Andreje Bagara

## Rodina
- Otec Ján Markovits
- První žena Adela roz. Heinlein
- Druhá žena Ľudmila roz. Kallusová
- Nevlastní sourozenci – Jan, Július, Karol, Eta, Martha, Elza Alžběta, Jolana
- Vlastní sourozenci – Edita, Ludevít